# O Chang-ran
O Chang-ran (5 de setembro de 1991) é uma futebolista norte-coreana que atua como goleira.

## Carreira
O Chang-ran integrou o elenco da Seleção Norte-Coreana de Futebol Feminino, nas Olimpíadas de 2012. 